# Hussein 1. af Jordan
Hussein I bin Talal (arabisk: الحسين الأول بن طلال بن عبد الله الهاشمي, tr. Al-Ḥusayn al-Awwal bin Ṭalāl bin ʻAbd Allāh al-Hāshimī; født 14. november 1935, død 7. februar 1999) var konge af Jordan 1952 til 1999.
Han besteg tronen i 1952, da hans far, kong Talal, abdicerede. Da han kun var 16 år gammel, blev han først kronet i 1953. Hussein var gift fire gange.